# Carlos Borges
Carlos Ariel Borges (Montevideo, 14 gennaio 1932 – Montevideo, 5 febbraio 2014) è stato un calciatore uruguaiano, di ruolo attaccante.

## Carriera
È stato l'autore della prima rete della storia della Coppa Libertadores, avendo realizzato il gol di apertura nel 7-1 interno del Peñarol (che vinse la prima edizione del torneo) contro i boliviani del Jorge Wilstermann del 19 aprile 1960.

## Palmarès

### Club

#### Competizioni nazionali
- Campionato uruguaiano: 7

Peñarol: 1949, 1951, 1953, 1954, 1958, 1959, 1960
- Campionato argentino: 1

Racing Avellaneda: 1961

#### Competizioni internazionali
- Coppa Libertadores: 1

Peñarol: 1960

### Nazionale
- Campeonato Sudamericano de Football: 1

Uruguay 1956